# Forțele de Sprijin Rapid
Forțele de Sprijin Rapid (acronim FSR; în arabă قوات الدعم السريع, transliterat: Quwwāt ad-daʿm as-sarī) este o grupare paramilitară creată în 2013, unind mai multe miliții „Janjaweed” pentru a combate rebelii din regiunea Darfur a Sudanului.
A fost creată de Serviciul Național de Securitate și Informații⁠(d) care l-a numit pe actualul conducător, Mohamed Hamdan Dagalo⁠(d) („Hemedti”), iar apoi fostul președinte al Sudanului, Omar al-Bașir a trecut FSR-ul sub comanda sa proprie transformând gruparea paramilitară într-o gardă de corp⁠(d).
Pentru că FSR-ul a fost garda de corp a președintelui Omar al-Bashir, au beneficiat de o finanțare mai bună comparat cu Forțele Armate Sudaneze. 
Deși FSR-ul își are originile în triburile arabe din regiunea Darfur, au ajuns să recruteze soldați și din alte grupuri etnice din Sudan. FSR-ul a fost implicat în mai multe operațiuni contraterorism în provinciile Darfur, Kordofanul de Sud și Nilul Albastru.
După lovitura de stat din Sudan din 2019 care l-a alungat pe dictatorul Omar al-Bașir ce se afla la putere de 30 de ani, Armata Sudaneză a format Consiliul Național de Tranziție dar protestele populației au continuat, poporul cerând desființarea juntei militare și revenirea la o administrație civilă. Pe 3 iunie 2019, Armata Sudaneză și FSR-ul comit Masacrul din Khartoum în care cel puțin 128 de civili au murit și 70 de violuri au fost înregistrate.
În data de 15 aprilie 2023 focuri de armă au început să fie schimbate de Armata Sudaneză și FSR în capitala Khartoum marcând începutul celui de-al treilea Război Civil din Sudan.

## Conducere și organizare
FSR-ul este condus de generalul Mohamad Hamdan Dagalo „Hemeti” de la formarea grupării paramilitare.
Comandantul adjunct este Abdulrahim Hamdan Dagalo, fratele lui Hemeti.
O estimare a Human Rights Watch din 2015 punea numărul de combatanți ai FSR între 6.000 și 7.000. În 2019, generalul Hemeti anunța retragerea a 10.000 de combatanți ai FSR din Yemen. Numărul total de combatanți FSR detașați Yemen până în momentul retragerii era de 40.000.
O estimare a Reuters din aprilie 2023 pune numărul de soldați ai FSR la 100.000.

## Încălcări ale drepturilor omului

### Războiul din Darfur
În cadrul Războiului din Darfur, între 2014 și 2015, ONG-uri pentru drepturile omului au strâns numeroase rapoarte despre atrocitățile comise de FSR în regiune. Human Rights Watch a colectat mărturiile a 151 de supraviețuitori din mai multe așezări din Darfur care s-au refugiat în Ciad. Supraviețuitorii vorbesc despre ucideri în stradă, violuri și jafuri precum și bombardarea sistematică a așezărilor umane de către aviația sudaneză.

### Criza politică din Sudan (2018-2019)
În data de 3 iunie 2019 junta militară ce guverna Sudanul la momentul respectiv, cheamă FSR-ul să alunge protestatarii de lângă palatul prezidențial din Khartoum. Mărturiile protestatarilor vorbesc despre violuri în masă comise de soldații FSR. Numărul de morți înregistrat în urma înăbușirii protestelor din capitală a fost estimat la peste 100 de decese. Martori ai evenimentelor din capitala Sudanului spun că FSR-ul, pentru a-și ascunde crimele, turna ciment peste cadavre ca apoi să arunce blocurile în Nil pentru a preveni posibilitatea cadavrelor de a ieși la suprafață.
În 2018, New York Times scria despre prezența unor combatanți minori originari din Darfur în Războiul Civil din Yemen.

### Războiul civil din Sudan (2023-prezent)
Locuitorii din Sudan vorbesc despre jafuri și alungări din propriile case de către soldații FSR, casele fiind confiscate și transformate în posturi militare sau cazărmi improvizate în care locuiesc soldații FSR.
Organizația Human Rights Watch a publicat în iulie 2024 un raport de 89 de pagini detaliind infracțiunile cu caracter sexual⁠(d) comise de soldații FSR împotriva femeilor din zonele ocupate de gruparea paramilitară. Organizația acuză Forțele de Sprijin Rapid de „crime de război” și „crime împotriva umanității”. Raportul descrie violuri, căsătorii forțate, uneori implicând și fete minore, precum și negarea accesului la îngrijire medicală de către rebeli.
Cel mai recent raport publicat de Human Rights Watch menționează trei cazuri de execuții sumare a prizonierilor de război, dar și a unor civili de către Forțele de Sprijin Rapid, execuții care au fost filmate și postate pe internet. Human Rights Watch menționează că au apărut pe internet alte filmări cu soldații FSR care torturau prizonieri și/sau non-combatanți în alte incidente.